# Joseph Nicolas Allemand
Pour les articles homonymes, voir Allemand (homonymie).
Joseph Nicolas Allemand, né le 15 septembre 1768 à Saint-Nazaire (Province du Dauphiné), mort le 11 février 1814 à Sens (Yonne), est un militaire français de la Révolution et de l’Empire.

## États de service
Il entre en service le 1er février 1792, comme soldat au 2e bataillon de volontaires de la Drôme, incorporé en l’an II dans la 118e demi-brigade de bataille devenue en l’an IV 32e demi-brigade d’infanterie de ligne. Il est élu lieutenant le 16 avril 1792, et il fait la campagne de 1792 en Savoie, puis celle de l’an II à l’an IX, aux armées des Alpes, d’Italie, d’Helvétie, et de Batavie. 
Il est blessé le 25 juin 1795, à l’attaque de plusieurs redoutes, et il reçoit son brevet de capitaine le 27 avril 1797. Le 24 mars 1798, il passe aide de camp du général Brune, et le 19 septembre 1799, il est nommé chef de bataillon. Il est élevé au grade de chef de brigade le 8 octobre suivant, et le 24 août 1801, il passe comme adjudant-général à l’état-major général de l’armée. Il est mis en non activité le 23 septembre 1801, et le 27 janvier 1802, il est employé près les troupes stationnées en Cisalpine. Chef d’état-major de la 18e division militaire le 28 janvier 1803, il est fait officier de la Légion d’honneur le 14 juin 1804, et entre au collège électoral de la Côte-d'Or. 
Le 7 septembre 1805, il est appelé à l’armée des côtes de l’Océan, puis il fait les campagnes de 1805 à 1807 à la Grande Armée. Le 9 octobre 1808, il passe à l’état-major du 4e corps de l’armée d’Espagne, et il fait la guerre dans la péninsule jusqu’en 1811. Il est mis en disponibilité le 15 décembre 1811, et retourne le 23 décembre 1812, dans la 18e division militaire comme chef d’état-major. Lors de la campagne de France de 1814, il remplit les mêmes fonctions dans la division Allix, lorsqu’il est tué à Sens le 11 février 1814, lors de l’attaque de cette ville par les troupes wurtembergeoises.